# 豐口惠
豐口惠（日语：／ Toyoguchi Megumi，1978年1月2日—），日本女性声優。身高168cm。東京都町田市出生。81 Produce所屬。日本工學院八王子專門學校音響藝術系畢業。

## 來歷
- 原是為了一圓聲優夢而想報考日本工學院聲優學系，卻因家人反對轉而就讀音響製作學系。在廣播節目製作實習中主要擔任主持人，藉此累積了許多談話技巧的練習經驗，就結果而言與日後她在廣播談話方面所受的佳評有頗大的關連性[1]。於日本工學院在學同時參加文化放送的廣播節目「広井王子のマルチ天国」火星女孩試鏡奪冠出道後，透過同節目的千葉繁介紹加入了81Produce[2]。
- 暱稱是從在演出時所使用的名字而來[3]。
- 至今依舊有很多與在這部豐口初次主演女主角〈雖是雙女主角制〉的作品中同台出演的田中理惠一同獻聲的作品。
- 在NHK教育台節目中每次會依當天主題穿著華麗的服裝登場。
- 在中請到山寺宏一以特別來賓身份上節目，是自畢業以來兩人再次於螢光幕前同台。
- 經常在「機動戰士鋼彈SEED」、「鋼之鍊金術師」、「機動戰士鋼彈SEED DESTINY」、「血戰」等近年來擁有廣大人氣的動畫時間帶「週六晚間六點」中演出。
- 曾以臨時主持人身分參加「.hack//G.U.RADIO 」一個月。
- 被铃村健一起外号「长颈鹿」，并称赞有不输模特的气质。
- 2016年9月30日，在事務所官方網站上宣佈自己已在數年前結婚，由於懷有身孕並且準備生產而暫停活動[4]。

## 人物
- 主要擔任活力十足或端莊賢淑的女孩角色，但也擔任過如「瑪莉亞的凝望」的佐藤聖般帥氣的女性、或「企業傭兵」的蕾薇般像男性氣質重、粗獷狂野的女性角色。
- 談話技巧的生動性與風趣獲得各界相當的評價，在全體天團級聲優陣容每週輪流進棚的「週刊RADIO SEED」等廣播節目中，豐口以其「超虐待狂性格」將各週當班主持人捉弄得亂七八糟。
- 其寬額頭經常成為談話話題，在節目中不是以魚拓，而是以「額拓」作為致贈聽眾的禮物。
- 被能登麻美子所仰慕，同時稱呼其為「姐姐大人」，起緣是從「瑪莉亞的凝望」中，能登與豐口所主演的角色為姐妹（sœur）[5]關係而來[6]。
- 在過去擔任主持人的中，相當於豐口師父的神谷明曾評她有著「能靠當模特兒混飯吃的外貌」。
- 與嘉數由美、折笠富美子組成戲劇團體，另與釘宮理惠、藤井（漫畫家）合組音樂劇同盟。
- 雖然於動畫「草莓100%」中飾演西野司，但其實一開始豐口參加的是北大路五月的試鏡；相反的飾演北大路五月的小林沙苗參加的卻是西野司的試鏡。
- 除了飾演動畫固定登場角色外，客串演出的機會也很多。

## 演出
粗體字表示主要角色。

### 電視動畫
1998年
- 愛麗絲SOS（愛麗絲）
- ONE PIECE特別篇-打倒海賊強薩克（娜美）

1999年
- 平行世界物語（ミス・ラー（羅螺みつき））
- 無限的未知（市川レイコ、ラン・ラックモルデ）

2000年
- 銀河冒險戰記（パルフェ・バルブレア）
- 哈姆太郎（瑪莉亞）
- 風雲爆彈娘（櫻小路妖、蘿絲）

2001年
- 銀河冒險戰記 the second stage（パルフェ・バルブレア）
- 通靈王（黎冥）
- 辣妹當家（壽蘭）

2002年
- 猴王戰記五九（ミュール）
- 機動戰士GUNDAM SEED（米蕾莉亞·哈烏）
- 十二國記（禎衛）
- Chobits（大村裕美）
- 駭客時空（蜜蜜爾）

2003年
- 復仇天使（蕾拉·阿修雷）
- 宇宙星路（町田初佳）
- 萬花筒之星（まなみ）
- 魔法少年賈修（マリル王女）
- 巷說百物語（八重）
- 琉球武士瘋雲錄
- 廢棄公主（艾爾菲迪麗）
- 星空防衛隊（アネット・ケイリー）
- 鋼之鍊金術師（溫莉·洛克貝爾）
- 神奇寶貝鑽石與珍珠（小光、莎拉公主）

2004年
- 頭文字D Fourth Stage（岩瀨恭子）
- 學園愛麗絲（宮園百合）
- 機動戰士GUNDAM SEED DESTINY（米蕾莉亞·哈烏）
- KERORO軍曹（美樂蒂·哈妮）
- 蒼穹之戰神（妙尼爾（真壁紅音））
- DearS（ルビ）
- BURN-UP SCRAMBLE（甲子園利緒）
- 爆裂天使（惠（梅可））
- 瑪莉亞的凝望（佐藤聖）
- 瑪莉亞的凝望～春～（佐藤聖）
- MONSTER（司書）
- 混沌武士（百合）

2005年
- 草莓100%（西野司）
- 玻璃假面（春日泰子）
- Gun×Sword（バニー）
- 高機動交響曲（石田咲良）
- Canvas2 ～彩虹色的圖畫～（竹内麻巳）
- 地獄少女（赤坂詩織）(第10話)
- 翼之奇幻旅程（夏兒梅）
- 黑貓（水無月沙耶）
- BLOOD+（伊蓮娜）
- 名侦探柯南（助手A）
- 魔兵傳奇（ギド）
- まじめにふまじめかいけつゾロリ【第9話－23話】：ランラ、モモ

2006年
- INNOCENT VENUS（レニー・ヴィクロー）
- The Third ～蒼之瞳的少女～（火乃香）
- SIMOUN（阿爾提）
- 蜘蛛行者（レミン）
- 心跳回憶 Only Love（大珠裕美）
- .hack//Roots（塔比）
- 企業傭兵（蕾薇（蕾貝卡））
- 神奇寶貝鑽石&珍珠（小光）
- まじめにふまじめ かいけつゾロリ（モモ）
- 南の島の小さな飛行機 バーディー（アニー）
- REC（吉岡）
- 驅魔少年（美蘭達·諾度）

2007年
- Claymore（蘇菲亞）
- 風之少女艾蜜莉 （茱麗葉·墨瑞·史塔爾）
- Myself ; Yourself（藤村柚希）
- BAMBOO BLADE（千葉紀梨乃）
- 旋風管家（葛葉霧香）
- 彩雲國物語（藍十三姬）
- 驅魔少年（美蘭達·諾度）

2008年
- 假面男僕（吹雪）
- 銀魂（妹（麗））
- 出包王女（娘）
- 秘密 〜The Revelation〜（デボラ・リード）
- 超時空要塞 Frontier（格蘭·葛蘭大尉）
- 無限之住人（百琳）
- Mission-E（蜜莉絲·布林貝爾格）
- 世界毀滅（アヤ）

2009年
- 瑪莉亞的凝望（佐藤聖）
- 瑪莉亞狂熱（熊谷芙美）
- RIDEBACK（上村翔子）
- 四葉遊戲（月島一葉）
- 超能力大戰（樓閣寺離瑠、美咲）
- Princess Lover!（西爾維婭·范·霍森）
- 潘朵拉之心（羅笛）
- 聖劍鍛造師（亞里亞）

2010年
- 少年犯罪檔案（橫須賀惠）
- 心靈偵探 八雲（土方真琴）
- 變形金剛進化版（公主教授，派妮·普林賽斯）

2011年
- IS〈Infinite Stratos〉（織斑千冬）
- GOSICK（奎亞那二世）
- SKET DANCE（矢場澤萌）
- Suite 光之美少女♪（賽蓮／黑川艾蓮／節拍天使）
- 神奇寶貝鑽石&珍珠特別篇（小光）
- Fate/Zero（索菈烏·奴阿薩蕾·索菲亞麗）
- 戰國少女～桃色異傳～（織田信長）
- 戰國鬼才傳（阿千）
- 瑪莉亞狂熱 Alive（熊谷芙美）
- BLEACH（毒峰莉露卡）

2012年
- 咲-Saki- 阿知賀篇 episode of side-A（澀谷堯深）
- 軍火女王（Dr.邁阿密）
- 神奇寶貝超級願望2（小光）
- 寵物反斗星（小光輝）
- 刀劍神域（羅莎莉雅）
- 櫻花莊的寵物女孩（千石千尋）
- 軍火女王Perfect Order（Dr.邁阿密）

2013年
- 閃亂神樂（春花）
- 槍彈辯駁 希望學園與絕望高中生  The Animation（江之島盾子、戰刃骸）
- 只有神知道的世界 女神篇（諾拉·芙蘿莉安·蕾歐莉亞）
- IS〈Infinite Stratos〉2（織斑千冬）

2014年
- SONIANI -SUPER SONICO THE ANIMATION-（紀本沙耶香）
- 屬性同好會（稻田堤）
- 魔法科高中的劣等生（司波小百合）
- 幕末Rock（龍）
- 花舞少女（常盤沙里）
- CROSSANGE 天使與龍的輪舞（瑪姬）
- 女友伴身邊（重藤秋穗）

2015年
- 可塑性記憶（桑乃實香月）
- 偽戀:（桐崎華）
- 亂步奇譚 拉普拉斯的遊戲（時子）
- 青年黑傑克（青山）

2016年
- 莉露莉露妖精～妖精之門～（Fairilu Magi、丹迪、ラフレ、阿庫婭）
- JoJo的奇妙冒險 不滅鑽石（東方朋子）
- 在下坂本，有何貴幹？（由依）
- 高校艦隊（古庄薰）
- B-PROJECT〜鼓動＊Ambitious〜（優子鈴木）
- 槍彈辯駁3 －The End of 希望峰學園－ 絕望篇（江之島盾子、戰刃骸）
- 見習神仙 秘密的心靈（由拉）

2017年
- 偶像事變（向井和美）
- 黑色推銷員NEW（古鹿萬美）
- 多美卡超級救援DRIVE HEAD機動救急警察（車田久美子）
- 此花綺譚（沫那美）
- 夢幻慶典R（颯太媽媽）
- 名侦探柯南（北森靖绘）

2018年
- 沒有心跳的少女 BEATLESS（克莉德奴·魯梅爾少佐）
- 賽馬娘 Pretty Derby（東條花）
- 昴宿七星（艾魯碧達）
- 關於我轉生變成史萊姆這檔事（大賢者[7]、世界之聲）
- 閃亂神樂 SHINOVI MASTER -東京妖魔篇-（春花[8]）

2019年
- 同居人時而在腿上，時而跑到腦袋上。（虎姐）
- B-PROJECT ～絕頂＊Emotion～（優子鈴木）
- 當勇氣之花朵綻放時 柳瀨嵩與麵包超人的故事（信）
- 粉彩回憶（B子）
- 彼方的阿斯特拉（奧莉芙·拉法耶利）
- 我們真的學不來！ 第2期（烏丸）

2020年
- 噴嚏大魔王2020（鬼山田教官）
- 闇影詩章（薇薇安·賈斯汀）
- 炎炎消防隊 貳之章（亞瑟的母親）
- 弩級戰隊HXEROS（擬態蟲）
- 魔女之旅（蘿絲瑪莉）

2021年
- 賽馬娘 Pretty Derby Season 2（東條花）
- ICHU偶像進行曲（製作人／朝比奈柚希）
- 關於我轉生變成史萊姆這檔事 第2期（大賢者→智慧之王、世界之聲）
- 無職轉生～到了異世界就拿出真本事～（基列奴·泰德路迪亞）
- 關於我轉生變成史萊姆這檔事 轉生史萊姆日記（大賢者）
- Fairy蘭丸（潤的母親）
- 影宅（蘇珊娜、蘇西）
- 龍先生、想要買個家。（拉米亞）
- 宝可梦 旅途（小光）
- Muv-Luv Alternative（駒木咲代子）
- 國王排名（卡克的母親）
- 鬼滅之刃 無限列車篇（煉獄瑠火）

2022年
- 神奇柑仔店 錢天堂（明石綾子）
- 影宅 -2nd Season-（蘇珊娜、蘇西）
- RWBY 冰雪帝國（琵菈·尼可絲[9]）

2023年
- REVENGER（安曇屋的妾）
- 英雄傳說 閃之軌跡 北方戰役（莎拉·巴雷斯坦[10]）
- 屍體如山的死亡遊戲（伊斯莉絲·索多弗雷爾）
- 放學後失眠的你（伊咲的母親）
- 七魔劍支配天下（凡妮莎·奧迪斯）
- 藥師少女的獨語（紅娘）
- 我的推是壞人大小姐。（米莉婭·弗朗索瓦）
- 愛犬訊號（三宅）

2024年
- 關於我轉生變成史萊姆這檔事 第3期（智慧之王[11]）
- 最弱魔物使開始了撿垃圾之旅。（福爾菲）
- 逃走中 THE GREAT MISSION（卡莉）
- THE NEW GATE（托莉婭·莉莉絲）
- 我要【招架】一切～反誤解的世界最強想成為冒險家～（米安努[12]）
- BLEACH 千年血戰篇-相剋譚-（毒峰莉露卡）

2025年
- 魔法製造者～異世界魔法的製作方法～（艾瑪[13]）
- 藥師少女的獨語 第2期（紅娘）
- 卡片戰鬥!! 先導者 Divinez（六王院百合音）
- 結緣甘神神社（瓜生的母親）
- 遊戲王GO RUSH（丘·薩·弗子）
- 炎炎消防隊 貳之章（亞瑟的母親）

### 電影動畫
2001年
- 至死不渝的愛（田中鈴江）

2002年
- 帕盧姆之樹（珀珀）

2005年
- 劇場版 鋼之鍊金術師 森巴拉的征服者（溫莉·洛克貝爾）

2007年
- 神奇寶貝劇場版：決戰時空之塔 帝牙盧卡VS帕路奇犽VS達克萊伊（小光）

2008年
- 神奇寶貝劇場版：騎拉帝納與冰空的花束 潔咪（小光）

2009年
- 神奇寶貝劇場版：阿爾宙斯 超克的時空（小光）

2010年
- 神奇寶貝劇場版：幻影的霸者 索羅亞克（小光）
- 蒼穹之戰神 HEAVEN AND EARTH（真壁紅音）

2011年
- Suite 光之美少女♪ 奪取回來！連結心中的奇蹟旋律♪（黑川艾蓮／節拍天使）

2012年
- 光之美少女 All Stars New Stage 未來的朋友（黑川艾蓮／節拍天使）
- 創世紀傳說 世界的彼方（有城日和）

2013年
- 光之美少女 All Stars New Stage2 心之朋友（黑川艾蓮／節拍天使）
- Persona 3 The Movie #1 Spring of Birth（岳羽由加莉）

2014年
- Persona 3 The Movie #2 Midsummer Knight's Dream（岳羽由加莉）

2015年
- Persona 3 The Movie #3 Falling Down（岳羽由加莉）

2016年
- Persona 3 The Movie #4 Winter of Rebirth（岳羽由加莉）

2017年
- 見習神仙精靈 引發奇蹟吧♪特普露與心跳神仙精靈界！（由拉）

2018年
- HUG！光之美少女♡光之美少女 All Stars Memories（黑川艾蓮／節拍天使[14]）

2020年
- 鬼滅之刃劇場版 無限列車篇（煉獄瑠火）

2022年
- 劇場版 關於我轉生變成史萊姆這檔事 紅蓮之絆篇（智慧之王[15]）

2024年
- 機動戰士鋼彈SEED FREEDOM（米蕾莉亚·哈乌）

2026年
- 劇場版 關於我轉生變成史萊姆這檔事 蒼海之淚篇（智慧之王[16]）

### OVA
1998年
- ONE PIECE 打倒！海賊強薩克！（娜美） ※ジャンプ・スーパー・アニメツアー'98上映作品。

2000年
- 珊瑚海與王子（人魚）

2001年
- JoJo的奇妙冒險 ADVENTURE（荷爾·荷斯的女人）

2002年
- 電玩少女櫻吹雪（メロディー・ハニー）

2004年
- 星空防衛隊X（アネット・ケイリー）
- 草莓100% 戀愛開始！？攝影合宿 ～動搖的心向東向西～（西野司）
- 柯塞特的肖像（真瀧翔子）

2005年
- 閃耀☆計劃（寧寧）
- FINAL FANTASY VII ADVENT CHILDREN（イリーナ）

2006年
- sin in the rain（木村由）
- 星空防衛隊 ADAANCE 完結篇（アネット・ケイリー）
- 瑪莉亞的凝望 3rd Season（佐藤聖）

2007年
- 頭文字D BATTLE STAGE 2（岩瀨恭子）
- .hack//G.U. Returner（タビー、朔望）
- 爆裂天使-INFINITY-（惠）
- MURDER PRINCESS（賽希莉亞）

2008年
- .hack//G.U. TRILOGY
- 瑪莉亞的凝望 OVA Fan disc（佐藤聖）

2009年
- 空罐少女！（木崎愛鈴）

2010年
- 機動戰士GUNDAM UC（美尋·奧伊瓦肯）
- BLACK LAGOON Roberta's Blood Trail（蕾維）

2011年
- IS〈Infinite Stratos〉OVA 嚮往戀愛的六重奏（織斑千冬）
- 戰場女武神3 為誰而負的槍傷（蘿姬）

2012年
- 只有神知道的世界OVA 天理篇（諾拉·芙蘿莉安·蕾歐莉亞）※單行本19卷附贈動畫[17]

2014年
- IS〈Infinite Stratos〉2 世界清除篇（織斑千冬）

2015年
- 閃亂神樂 ESTIVAL VERSUS -充滿泳裝的前夜祭-（春花[18]）

### 網路動畫
2019年
- Fight League 交鋒聯盟（斯帕娜[19]）

2023年
- 關於我轉生變成史萊姆這檔事 柯里烏斯之夢（大賢者[20]）

### 遊戲
- あそびにいくヨ！ ～ちきゅうぴんちのこんやくせんげん～（金武城真奈美）
- 草莓100%（西野司）
- 頭文字D Special Stage（岩瀨恭子）
- エウレカセブン TR1:NEW WAVE（ルリ）
  - エウレカセブン TR2:NEW VISION（ルリ）
- 火星物語（少女Y）
- 高機動交響曲（石田咲良）
- 向北。～White Illumination～（里中梢）
- 機動戰士GUNDAM SEED 終わらない明日へ（米蕾莉亞·哈烏）
- キングダムアンダーファイア ～ザ・クルセイダーズ～（モレーヌ・ストリデン）
- 王國之心 II（パイン）
- 王國之心 梦中降生（アクア）
- 光明騎士（ティピ）
  - 光明騎士IV（使い魔D-TP型）
- 式神之城III（霧島零香）
- 私立正義學園系列（委員長）
- ステラデウス（アドニス）
- 第3次超級機器人大戰α 終焉之銀河（ミリアリア・ハウ）
- DearS（ルビ）
- 真愛故事3（工藤翼子）
- .hack//G.U.（朔望）
- 鋼之鍊金術師系列（溫莉‧洛克貝爾）
- パワードール2（ミチコ・ネイデル）
- 半熟英雄4～7人の半熟英雄～（カトリ イヌ）
- 最终幻想X-2（パイン）
- 烙印勇士 千年帝國之鷹篇 聖魔戰記之章（シャルル）
- 女神異聞錄3（岳羽由加莉）
  - 女神異聞錄4 無敵究極背橋摔（岳羽由加莉）
- マグナカルタ（ジャスティーナ・ボン）
- 雪語り（新倉明日香）
- Remember11 -the age of infinity-（黛鈴）
- 龍刻（安部セツナ）
- レッスルエンジェルス サバイバー（永原ちづる、葛城早苗）
- SIMOUN 異薔薇戰爭～封印のリ・マージョン～（アルティ）
- 戰場女武神（羅姬）
- ファンタシースターポータブル（ヴィヴィアン）
- 星海遊俠4 最後的希望（メリクル・シャムロット）
- 槍彈辯駁 希望學園與絕望高中生（江之島盾子、戰刃骸）
- 超級槍彈辯駁2 再會了絕望學園（江之島盾子）
- 絕對絕望少女 槍彈辯駁Another Episode（黑熊、白熊）
- 英雄傳說 閃之軌跡（莎菈·巴雷斯坦）
- Shining Force EXA（リームシアン・ラ・ヴァース）
- グランブルーファンタジー（シュラ）
- BLEACH: Brave Souls（毒峰莉露卡）
- 審判之逝：湮滅的記憶（間宮由衣）
- 永恆冒險（蒂婭）
- プロジェクトセカイ カラフルステージ！ feat.初音ミク（まふゆママ）
- 原神（尼可•萊恩）
- 怪物彈珠（迪亞波洛思）

### 外語配音
- ぞうのババール（フローラ）

### 真人演出
- GameWaveDVD vol9（2001年5月30日号）～vol20（2002年4月30日号）豊口めぐみのあした晴れリーナ（仮）
- GameWaveDVD vol19（2002年3月30日号）はじめてのFFXIβ版
- SUPER VOICE WORLD 夢と自由とハプニング DVD
- ファミ通WaveDVD 2003年7月号～8月号 FFXチャンネル特別企画 FFX-2クイズ ユリパのリーダーは誰だ!
- ファミ通WaveDVD 2004年3月号～6月号 真のヒロインは誰だ!? FFX-2クイズ ユ・リ・パ ラストバトル!
- ファミ通WaveDVD 2004年12月号～2005年5月号 豊口の間
- ファミ通WaveDVD 2005年6月号～2006年4月号 豊口めぐみのあした晴れリーナ
- ファミ通DVDビデオ「豊口めぐみの明日晴れリーナ」

### 電視節目
- おはスタ （テレビ東京 ナビゲーター「メグー」）
- 金曜アニメ館（NHK BS2）
- BSマンガ夜話（助手 NHK BS2）
- どーもの時間（NHK BS2）
- BSどーもくんワールド（NHK BS2）
- スーパーJチャンネル（朝日電視台）
- わかる算数 4年生（NHK教育台 ナビゲーター）
- わかる算数 5年生（NHK教育台 ナレーション）
- あなたも挑戦!ことばゲーム（NHK綜合台 マスコットキャラクター「にのきん」）

### 廣播節目
- 広井王子のマルチ天国（文化放送 1997年～2003年3月まで出演）
- 超機動放送アニゲマスター（文化放送ほか 1998年4月6日～2004年3月27日）
- 三石琴乃◎エーベルナイツ （文化放送 1998年4月12日～1998年10月4日）
- 三石琴乃◎エーベルナイツII （文化放送 1998年10月11日～2000年10月1日）
- 明・めぐみのドリーム・ドリーム・パーティ（文化放送 1999年10月10日～）
- 週刊レディオSEED（ラジオ大阪・文化放送 2002年1月5日～2004年9月26日）
- ATLUS presents めぐみゅうの神楽坂ハッピーチューナー（文化放送など 2004年3月31日～2005年3月23日）
- マグナカルタRadio（文化放送 2004年10月3日～2004年12月26日）
- いちご100% Sweet Cafe`（文化放送 2005年4月3日～2005年10月2日）

### CD

#### 廣播劇CD
- SUPER VOICE WORLD TRACKS（2001年，梅利爾）
- 空罐少女！（木崎愛鈴）
- 玩伴貓耳娘 1－4（金武城真奈美）
- アラバーナの海賊たち 幕開けは嵐とともに（夏莉絲）
- 草莓100%（西野司）
- 無罪的維納斯（ヴィクロー）
- 魔法師協奏曲R〜演唱&短劇〜（ラディ・セレナ）
- L/R-L SIDE- Down by Row（クレア・ペニーレイン）
- L/R-R SIDE- Jack in the Box（クレア・ペニーレイン）
- Otasasa TV DISK 1・2
- 解決!オサバキーナ（花崎鐙）
- 火星物語特別收藏'96秋
- 風之聖痕 Ignition 前往遊樂園！（神凪綾乃）※Dragon Magazin增刊2005年ファンタジアバトルロイヤルWINTER附錄
- 神to戰國學生會〜ラブラブ・チェイン大集合!〜（天田秀光）
- 假面男僕（吹雪）
- 高機動交響曲〜白之章〜 Vol.1・2（石田咲良）
- Grand Stage（昴涼夜[21]）
- 遊戲者天堂（南條李緒）
- 絢爛舞踏祭 原創劇3 慈愛號DISC（コムラ・イイコ）
- 幸福喫茶3丁目（山崎蜜香）
- THE IDOLM@STER DRAMA CD NEW STAGE 01（杜若薰）
- 櫻花莊的寵物女孩 -椎名真白的初次照顧-（千石千尋）
- 光明與黑暗續戰篇EXA 廣播劇CD（リームシアン・ラ・ヴァース）
- 私立彩陵高校超能力部（與一命）
- NHK動畫「心靈偵探 八雲」廣播劇CD「來自死者的傳言」（土方真琴）
- STELLA DEUS Another Legend（阿德尼斯）
- 聖石傳說異聞 霹靂雙星傳 上、下卷（花非花）
- 對面的對面（ロゼット）※漫畫第2卷初回限定版附錄
- Checkmate（ナッツ的母親）
- 我的裘可妹妹（足來真琴）
- 有點可愛的女子高中拷問社（木村美奈子）
- Chobits Chapter.1〜5 （大村裕美）
- 天使怪盜 WINK系列（威茲）
- 平行世界物語 原聲帶（羅螺美玥）
- 新戀愛白書3（工藤翼子）
- 純愛手札 Only Love 角色歌單曲 Vol.2 春日司（大珠裕美）
- 托里菲露兹魔法學園物語〜艾貝爾騎士團篇〜 Vol.1－3（女團員、企鵝）
- .hack//Roots Sound Form 1,2（タビー）
- 初戀預報 廣播劇CD（I.D） （九條珠惠）
- 鋼之鍊金術師 霧之オグターレ前篇（溫蒂·洛克貝爾）※《月刊少年GANGAN》2004年4月號附錄
- 鋼之鍊金術師 霧之オグターレ後篇（溫蒂·洛克貝爾）※《月刊少年GANGAN》2004年5月號附錄
- BUDDY PARTY（千早）
- 星空學園 Vol.1－3（久我順）
- 星空學園 千早、綾那的舒爽性感之夜（久我順）※《電擊大王》2006年3月號附錄
- 遙遠時空〜八葉美里異聞〜（鳥公主）
- AUDIO DRAMA VANDREAD（パルフェ）
- BAMBOO BLADE 紅盤 / 白盤（千葉紀梨乃）
- 美女是野獸（黑川操）※月刊LaLa全員贈品
- 日出之狼〜新選組綺談〜（君菊）
- 歡迎來到祕密的俱樂部！（波多野絢乃）
- FIVE Act.1－4（麻生ひな）
- FIVE特別版本（麻生ひな）※《別冊Margaret》2006年4月號附錄
- Fate/Grand Order First Take（奧爾嘉瑪麗·亞斯密雷德·亞寧姆史菲亞）
- Fate/Zero（索拉·奴阿薩蕾·索菲亞麗）
- BLACK CAT3（水無月沙耶）
- Princess Ver.1（寶城茉莉乃）※《Ciao》2003年9月号付録
- 魔法水果籃（皆川素子）※《花與夢》2005年4號附錄
- 驚爆危機（常盤恭子）※月刊Dragon Magazine全員贈品
- 女神異聞錄3（岳羽由加莉）
- 女神異聞錄3攜帶版（岳羽由加莉）
- 方言戀愛 第4卷 第8話長野縣
- 星屑英雄傳（ジリオラ・ソードマン[22]）
- Myself ; Yourself 〜Audio Drama CD〜（藤村柚希）
- 舞姬戀風傳〜廢城的反叛〜（張佳葉）※小說初回限定特裝版附錄
- 舞姬戀風傳〜花片小話〜（張佳葉）※小說初回限定特装版付属
- MAGNACARTA（ジャスティーナ・ボン）
- 超時空要塞Frontier 娘朵拉◎（クラン・クラン）
- 魔導師は平凡を望む 〜愛しき日々をイルフェナで〜（香坂御月）
- 我們的仙境 旅だ、事件だ、まほらばだ!!（桃乃恵）
- 瑪莉亞的凝望系列（佐藤聖）
- 無限的未知Sound Edition（レイコ、ラン）
- 女僕教你魔王學！廣播劇CD「魔王與女僕的秘寶探險」（先生[23]）
- 約束之絆（秋月靜香）
- 萬事通偵探社2 心的糧食（千鶴）
- Rust Blaster（天草小太刀）
- R*L Radio theater〜8畳より愛を込めて〜1（三女的薊）
- R*L Radio theater〜8畳より愛を込めて〜2（三女的薊）
- 愛的木莓寮（宇都宮純子）※《Ribon》2005年12月號全員贈品
- 天堂II 音頻廣播劇CD 冒險はみちづれっ☆（ドール〈ダークファイター〉）
- Remember11-the age of infinity-（黛鈴）
- Ru/Li/Lu/Ra番外篇 歡迎英雄大人（サイン・パスカル）
- REC Vol.1、2（吉岡）
- 小書痴的下剋上：為了成為圖書管理員不擇手段！
  - 廣播劇CD5（齊格琳德、柯朵拉[24]）
  - 廣播劇CD10（齊格琳德[25]）

### 廣告
- 第一麵包（旁白·聲音商標）
- 史克威爾艾尼克斯 YOUNG GANGAN TVCM（2007年－2008年※《BAMBOO BLADE》播放期間中）
- 達美樂披薩（旁白：2008年11月－※ Kids Station《寶可夢☆星期天》內）
- 極速快車手廣告競賽（聲音）
- 日本工學院專門學校（旁白）

### 其他
- 網路劇 私立彩陵高校·超能力部（與一命）
- 網路電視 m-serve style Vol.53（來賓）
- 網路廣播連續劇 假面男僕（吹雪）
- エイ出版社（町田本）
- 少女漫畫Prime影音 P-Clip 狂戀男子寮♥rs（立華乙冬）※《少女漫畫》2003年14號贈送全員參加者
- 挑戰1年生でかっこいい1年生にへんしん! DVD（問號妖精）
- 挑戰6年生presentu6年バッチリスタートDVD 夢のチカラ キラキラマンガ家編（真由）
- 鋼之鍊金術師 歌留多的鍊金術師（旁白：溫蒂·洛克貝爾）
- 我們的仙境 數位漫畫（幽靈少女）
- 魔物獵人3新手指南特別附錄DVD（サン）
- 魔物獵人攜帶版3rd新手指南特別附錄DVD（サン）

## 外部連結
- 個人部落格（日語）